# 劉鳳翔 (成化進士)
劉鳳翔（1439年—？），字德輝，河南汝寧府光山縣人，民籍。明朝政治人物。進士出身。

## 生平
河南鄉試第七十四名。成化八年（1472年）壬辰科會試第十名，殿試登進士第三甲第八十六名。

## 家族
曾祖父劉元亮。祖父劉瀞。父亲劉子昂。